# Carlos Spierer
Carlos Spierer (* 27. Februar 1963 in Stockholm) ist ein deutscher Dirigent.

## Leben
Carlos Spierer wuchs in Berlin auf. Durch seinen Vater Leon Spierer, der von 1963 bis 1993 1. Konzertmeister des Berliner Philharmonischen Orchesters war, wurde bereits in jungen Jahren die Liebe zur Musik geweckt. Schon in früher Kindheit begann Carlos Spierer seine musikalische Ausbildung (Violine und Klavier). Später studierte er zunächst Violine bei Fredell Lack an der Universität Houston und wechselte 1984 in die Dirigierklasse von Klauspeter Seibel an der Hochschule für Musik Hamburg. Er besuchte mehrere Meisterklassen, u. a. 1987 bei Leonard Bernstein im Rahmen des Schleswig-Holstein-Musikfestivals, in dessen Dirigierwettbewerb er mit dem ersten Preis ausgezeichnet wurde. Von 1986 bis 1990 leitete er das Harvestehuder Sinfonieorchester Hamburg.
Nach erfolgreichem Studienabschluss begann er 1990 seine Karriere am Opernhaus Kiel. Es folgten Positionen als künstlerischer und musikalischer Leiter des Gävle-Symphonieorchesters in Schweden (1997–2000), als Künstlerischer Leiter und Chefdirigent des Orquesta Sinfónica de Minería in Mexiko-Stadt (2003–2005) sowie als musikalischer Leiter des Landesjugendsinfonieorchesters Hessen (2007). Von 2003 bis 2011 war Carlos Spierer Generalmusikdirektor des Stadttheaters Gießen; zwei deutsche Erstaufführungen, nämlich der Werke Lo Schiavo von C. Gomez und Goya von Gian Carlo Menotti, zählten dort zu den Höhepunkten seiner Abschlussspielzeit.
Gastengagements führten ihn zu vielen namhaften Opernhäusern und Orchestern, darunter die San Francisco Oper, Komische Oper Berlin, Oper Frankfurt, Oper Tallinn, Staatstheater Karlsruhe, Deutsche Kammerphilharmonie Bremen, Brüsseler Radio Orchester, HR Sinfonieorchester Frankfurt, Philharmonisches Orchester Buenos Aires, Costa Rica National Symphony Orchestra, das Saaremaa Festival in Estland, Symphonieorchester Odense, Orquesta Sinfônica de Paraíba, Philharmonisches Ensemble und NHK Tokio, NRK Radio Orchester-Oslo, Tampere Philharmonisches Orchester Tampere, Königlich-Philharmonisches Orchester Stockholm, das Orquesta Sinfonica de Mineria in Mexiko-Stadt sowie das Warschauer Philharmonische Orchester.
Ein besonderer Schwerpunkt seiner Tätigkeit stellt immer wieder die Arbeit mit Kindern und Jugendlichen dar. Die Vermittlung von klassischer Musik, das Heranführen an Musik und Theater sowie die Förderung musikalischer Talente war und ist für Carlos Spierer immer ein zentraler Inhalt seiner Tätigkeit. Er war Juror beim Berliner Bundeswettbewerb für Gesang und leitete das Abschlusskonzert des Bremer Klavierwettbewerbs. Seit 2012 moderiert und leitet er eine Reihe von Kinderkonzerten für die Komische Oper Berlin. Dort dirigierte er auch die Kinderopern Robin Hood von Frank Schwemmer sowie Die Schneekönigin und Pinocchio, zwei Werke von Pierangelo Valtinoni, deren italienische Erstaufführungen er bereits zuvor in Vicenza (Italien) leitete.

## Auszeichnungen
1999 erhielt Carlos Spierer den ECHO Klassik Preis für seine Aufnahme von Paddington's First Concert und Poulenc's Babar der Elephant mit den Hamburger Symphonikern (Polygram). Seine Aufnahme von Werken des schwedischen Komponisten Oscar Byström mit dem Gävle Symphonieorchester war die CD des Jahres 1998 beim BBC Music Magazine.